# Thượng tọa bộ
Phật giáo Thượng tọa bộ, hay Phật giáo Theravada, là một trong ba truyền thống lớn của Phật giáo hiện đại. Khởi nguồn từ Ấn Độ, Phật giáo Thượng tọa bộ được hình thành và phát triển đầu tiên ở Sri Lanka, sau đó được truyền bá rộng rãi tại nhiều quốc gia ở vùng Đông Nam Á. Được cho là nhánh Phật giáo bảo tồn nhiều tư tưởng của Phật giáo Nguyên thủy, Phật giáo Thượng tọa bộ ngày nay có hơn 150 triệu tín đồ trên toàn thế giới, không chỉ giữ vai trò như quốc giáo tại một số quốc gia như Sri Lanka, Myanmar, Thái Lan, Lào, Campuchia... mà còn hồi sinh tại Ấn Độ, quê hương của Phật giáo, cũng như bắt đầu bén rễ ở phương Tây.
Thuật ngữ "Thượng tọa bộ" trong tiếng Việt là được phiên âm Hán-Việt từ danh xưng Shàngzuò Bù (tiếng Trung: 上座部) trong tiếng Trung Quốc. Nó bắt nguồn từ những ghi chép của các du tăng Trung Quốc đến Ấn Độ vào thế kỷ thứ VII là Huyền Trang và Nghĩa Tịnh khi nhắc đến các trường phái Phật giáo ở Sri Lanka.
Nhiều tài liệu tiếng Việt còn sử dụng các danh xưng không hoàn toàn chính xác là Phật giáo Nam truyền, Phật giáo Nam tông hay Phật giáo Nguyên thủy để chỉ Phật giáo Thượng tọa bộ. Trên thực tế, Phật giáo Thượng tọa bộ được xác định là một nhánh hậu thân của Phật giáo Nguyên thủy và là đại diện lớn nhất của truyền thống Phật giáo Nam truyền.

## Từ nguyên

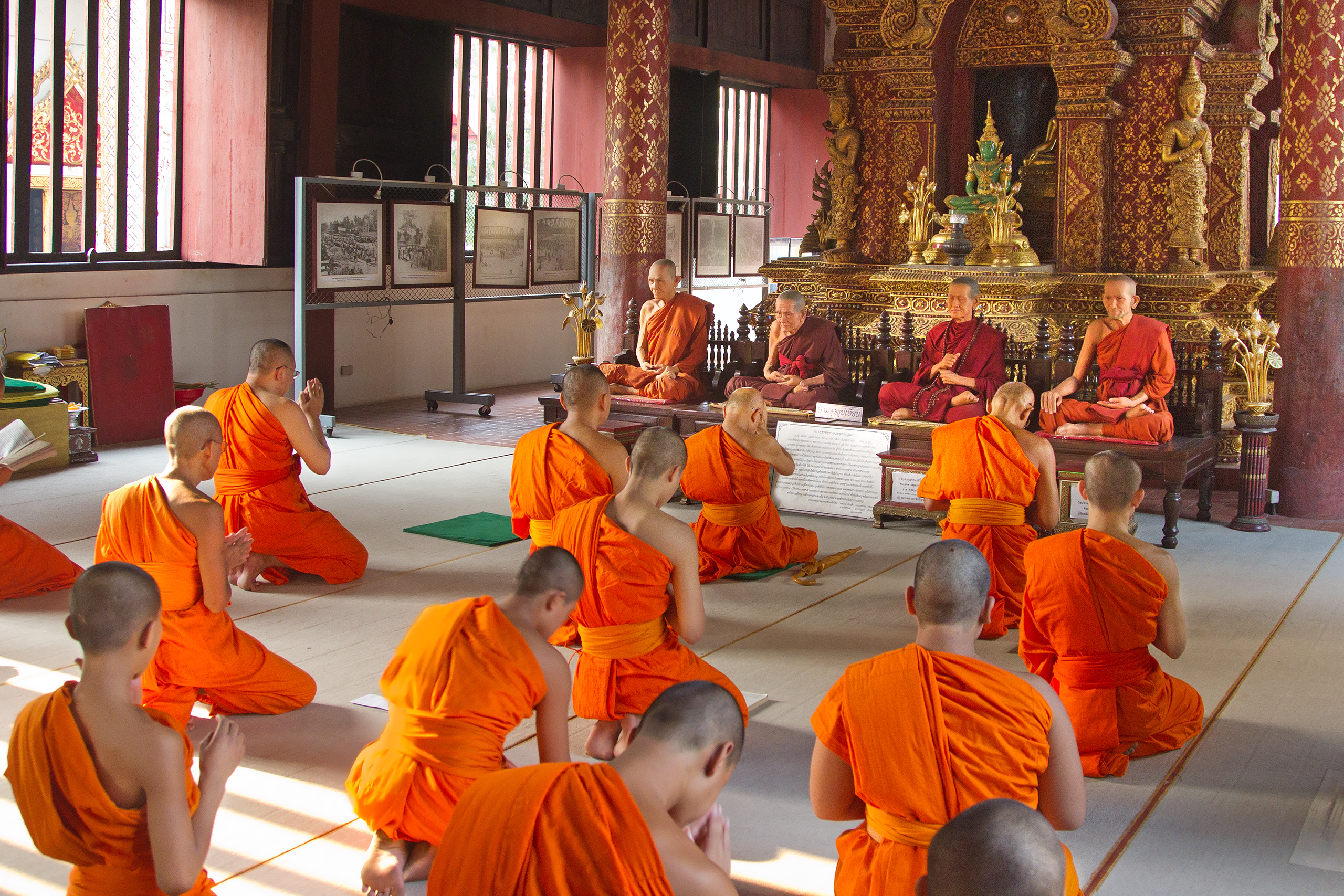
Tăng sĩ Phật giáo hệ phái Nam Tông

Thera trong tiếng Pali hay sthavira trong tiếng Sanskrit nghĩa là "cũ", "cổ xưa", "lâu năm" và đồng thời được dùng để chỉ một tì kheo đã tu hành lâu năm (trưởng lão, thượng tọa). Còn veda (Pali) hay vadin (Sanskrit) nghĩa là "giáo lý", "quan điểm". Theravada hay Sthaviravadin vì vậy có nghĩa là "giáo lý của người xưa", "thượng tọa bộ". Danh xưng này bắt nguồn từ việc các tăng sĩ Thượng tọa bộ cho rằng truyền thống Phật giáo của mình có nguồn gốc lâu đời và bảo tồn nguyên vẹn các giáo lý nguyên thủy của Đức Phật Thích-ca. Tuy nhiên, theo các nhà nghiên cứu, qua các khảo cứu hiện đại, không có bằng chứng lịch sử nào cho thấy nhánh Thượng tọa bộ đã tồn tại cho đến khoảng hai thế kỷ sau cuộc đại phân ly các bộ phái xảy ra sau Đại hội kết tập lần thứ ba. Chỉ đến vào thế kỷ thứ IV, qua biên niên sử Dīpavaṃsa (Đảo sử), các tăng sĩ Mahāvihāra ở Sri Lanka đã bắt đầu cố gắng xác định nguồn gốc kết nối của mình với Trưởng lão bộ, một trong hai cộng đồng tăng sĩ sơ khai, có xu hướng bảo tồn nguyên vẹn các giới luật của Phật giáo Nguyên thủy. Theo học giả Bhante Sujato, mối liên hệ này thực chất xác định Trưởng lão bộ (Sthaviravāda) là nguồn gốc của một nhóm các bộ phái liên quan, một trong số đó là Thượng tọa bộ (Theravāda).

## Lịch sử

### Sự hình thành các cộng đồng Sthavira

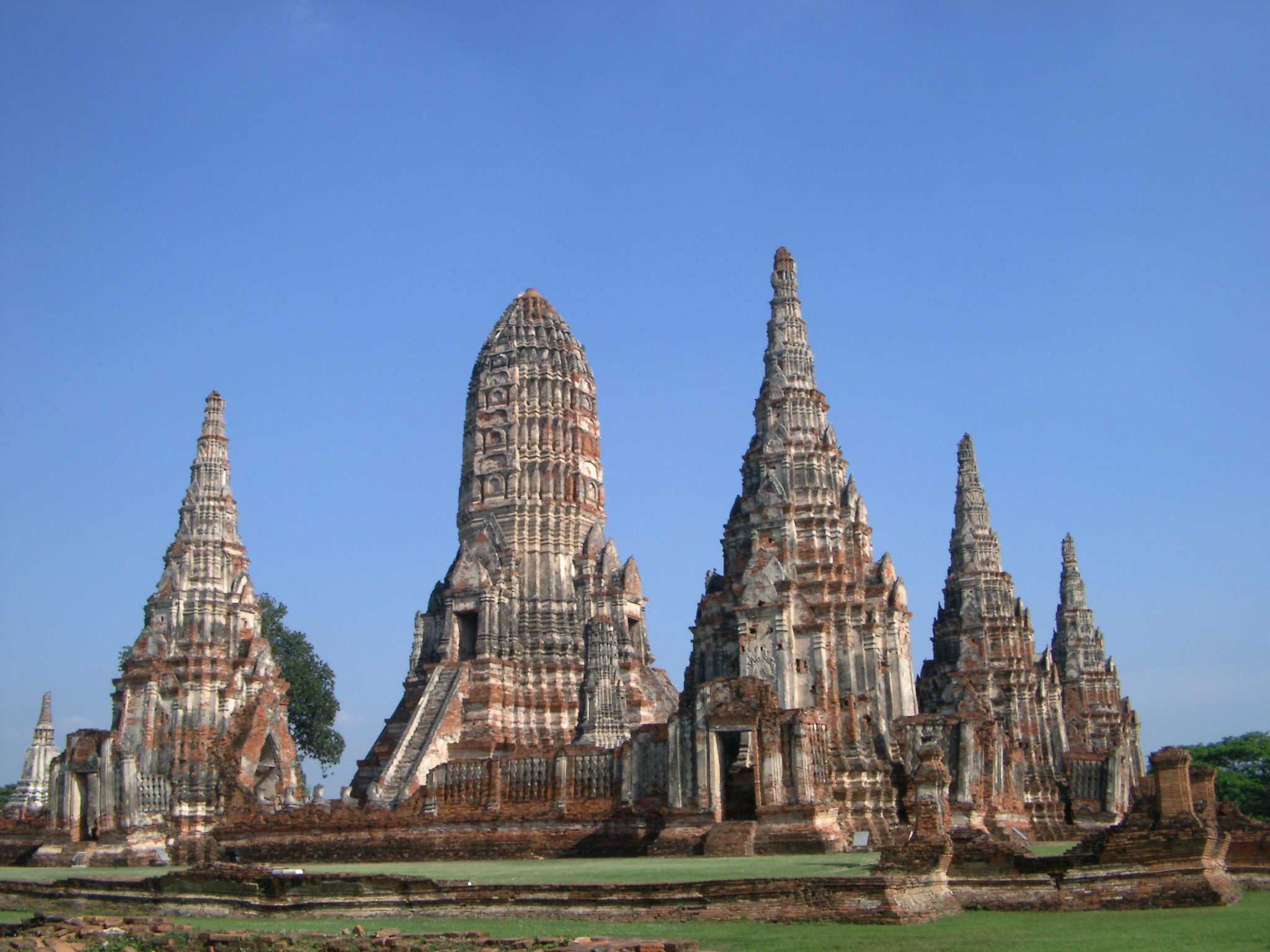
Chùa Wat Chaiwatthanaram trong quần thể di tích Công viên lịch sử Ayutthaya, Thái Lan.

Truyền thống Phật giáo Thượng tọa bộ liên kết mình với một nhóm các trưởng lão cấp cao trong cộng đồng Tăng già nguyên thủy, vốn có xu hướng bảo tồn nguyên vẹn các giới luật thời Đức Phật tại thế. Sau nhiều cố gắng không thành công để thay đổi các giới luật (vinaya) đã được thay đổi nhiều trong tăng đoàn kể từ sau khi Phật nhập diệt, tại Đại hội kết tập lần thứ hai, một nhóm nhỏ các trưởng lão đã ly khai khỏi cộng đồng đa số trong tăng đoàn để hình thành một cộng đồng thiểu số duy trì các giới luật nguyên thủy. Nhóm cộng đồng thiểu số này về sau được gọi là Sthaviravada, hay Trưởng lão bộ. Nhóm đa số còn lại được gọi với danh xưng Mahāsāṃghika, hay Đại chúng bộ.
Có sự sai khác đáng kể giữa các tài liệu theo truyền thống Nam tông và Bắc tông về sự phân chia thành các bộ phái trong Thời kỳ Bộ phái, dẫn đến hình thành Phật giáo Thượng tọa bộ. Theo các nhà nghiên cứu hiện đại, căn cứ vào việc khảo cứu đối chiếu giữa các tài liệu Trưởng lão bộ và Đại chúng bộ, sự hình thành Thượng tọa bộ trải qua một quá trình phân chia bộ phái lâu dài và phức tạp. Một trong những trong những phân chia đầu tiên trong cộng đồng Sthaviravada, là sự khác biệt cách thức giải thích về sự tồn tại của các pháp trong quá khứ, hiện tại và tương lai. Một nhóm các tăng sĩ chủ trương phân biệt giữa các pháp "tồn tại" và các pháp không tồn tại, do đó được mệnh danh là các Vibhajyavādin (Phân biệt thuyết giả), và cộng đồng này được gọi là Vibhajyavāda (Phân tích bộ hoặc Phân biệt thuyết bộ). Tại Đại hội kết tập lần thứ ba tại Pataliputra khoảng năm 250 TCN, các Vibhajyavādin đã giành được sự ủng hộ của hoàng đế Ashoka và trở thành nhánh Phật giáo có ảnh hưởng lớn nhất tại Ấn Độ.
Với sự hỗ trợ của hoàng đế Ashoka, các Vibhajyavādin có điều kiện thuận lợi để truyền bá học thuyết của mình ra khắp Ấn Độ, thậm chí mở đường truyền giáo ra ngoại quốc. Theo các nhà nghiên cứu, từ cộng đồng Vibhajyavāda đã hình thành 4 nhóm nhỏ hơn, về sau được gọi là Mahīśāsaka (Hóa Địa bộ), Kāśyapīya (Ẩm Quang bộ), Dharmaguptaka (Pháp Tạng bộ) và Tāmraparṇīya (Đồng Diệp bộ). Sự phân biệt này không phải chủ yếu do sự khác biệt nào về giáo lý hay giới luật, mà là do khoảng cách địa lý. Trong đó, ba nhóm đầu có phạm vi ảnh hưởng trên tiểu lục địa Ấn Độ, thậm chí phát triển dọc theo các tuyến đường thương mại Trung Á, từng có ảnh hưởng đến sự phát triển Phật giáo ở Gandhara trong thế kỷ thứ nhất sau Công nguyên. Nhóm thứ tư lan rộng về phía nam từ Avanti vào Maharastra và Andhra xuống đến tiểu quốc Chola (Kanchi). Các Vibhajyavādin ở Nam Ấn thường sử dụng ngôn ngữ Pali, có sự khác biệt đáng kể so với 3 nhóm còn lại ở Bắc Ấn. Nhóm này thường tự gọi mình là những Theriya hay Thera, về sau hình thành nên cộng đồng Theravadin ở Sri Lanka.

### Cắm rễ ở Sri Lanka và sự ra đời của những kinh điển trên lá bối
Theo tài liệu của Phật giáo Thượng tọa bộ, Phật giáo được truyền bá đến Sri Lanka ở thế kỷ thứ III TrCN, bởi Theriya Mahinda (Ma-hi-đà), con trai vua Asoka, trong khuôn khổ phong trào dhammaduta (người truyền giáo). Ở Sri Lanka, Ma-hi-đà đã thuyết phục được vua Devanampiya-tissa theo đạo Phật. Nhà vua cho dựng chùa Mahavihara ở Anuradhapura, kinh đô Sri Lanka thời đó. Sau này, em gái Ma-hi-đà là ni trưởng Sanghamittā (Tăng-già-mật-đa) mang xá lị Phật và chồi cây bồ-đề tới trồng ở chùa này càng làm cho uy tín của Phật giáo và của chùa Mahavihara tăng cao. Bấy giờ, Sri Lanka còn được gọi là Tāmraparṇi theo tên vương quốc cổ đầu tiên ở đây. Vì vậy, cộng đồng Phật giáo tại đây được gọi chung là Tāmraparṇīya (Xích Đồng Diệp bộ). Trung tâm truyền giáo của các Theriya cũng dịch chuyển từ Chola (Kanchi, Ấn Độ) về Mahāvihāra (Anuradhapura, Sri Lanka).
Từ đấu thế kỷ thứ II TrCN đến giữa thế kỷ thứ I TrCN, người Tamil từ Nam Ấn nhiều lần tràn sang cướp phá Sri Lanka. Do hoàn cảnh chiến tranh loạn lạc liên miên, thay cho phương pháp truyền khẩu truyền thống, các nhà sư Tāmraparṇīya bắt đầu thực hiện việc biên chép Tam tạng để bảo tồn kinh điển. Việc biên chép kinh điển bằng tiếng Pali lên các tờ lá bối, được thực hiện kéo dài trong nhiều thế kỷ liên tiếp.

### Sự trỗi dậy và suy tàn của ảnh hưởng Đại thừa

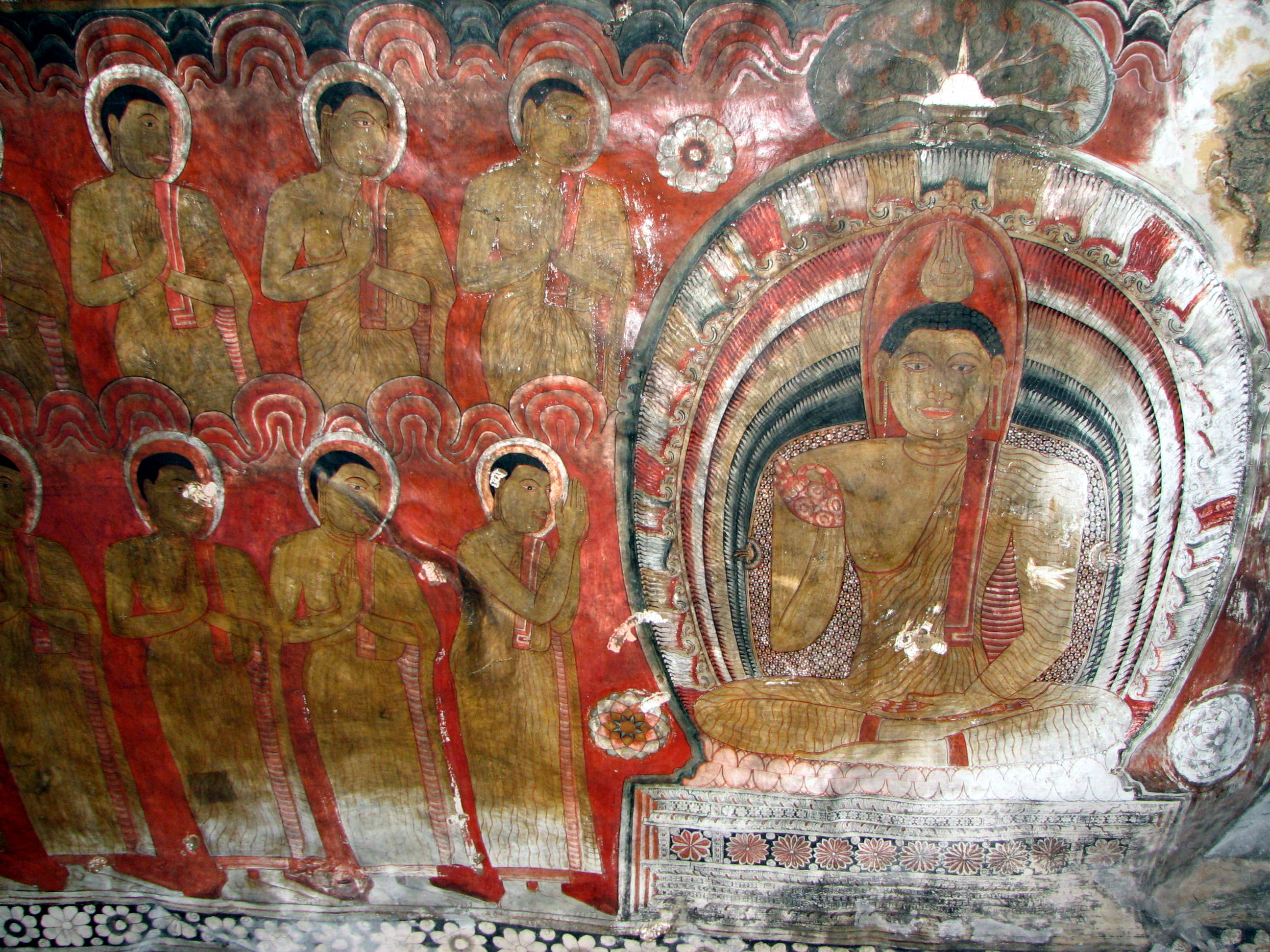
Đức Phật sơn vẽ ở chùa hang Dambulla tại Sri Lanka. Chùa hang Phật giáo phức tạp được thành lập như một tu viện Phật giáo ở thế kỷ III TCN. Các hang được chuyển đổi thành chùa chiền trong thế kỷ I TCN.

Năm 24 TrCN, để kỷ niệm chiến thắng trước sự xâm lăng của quân Tamil từ Nam Ấn Độ, quốc vương Vattagâmani của Sri Lanka đã cho xây dựng chùa Abhayagirivihâra còn lớn hơn cả chùa Mahavihâra, giao cho Mahâtissa, một Thera của Kuppikala vihâra, và hai cao tăng khác cai quản. Dưới sự bảo trợ của Vattagâmani, Abhayagirivihâra nhanh chóng có được ảnh hưởng lớn trong cộng đồng Phật giáo Sri Lanka, dần dà nảy sinh mâu thuẫn với chính cái nôi Phật giáo Sri Lanka Mahavihâra.
Ban đầu, Abhayagirivihâra được cai quản bởi các cao tăng do Mahavihâra phái đến. Nhân việc thầy mình là Mahâtissa bị các cao tăng của Mahavihâra khai trừ vì một lỗi nhỏ, một vị trưởng lão là Bahalamassutissa đã tức giận, gia nhập Abhayagirivihâra, từ đó xây dựng một cộng đồng độc lập với Mahavihâra. Nhóm Abhayagirivihâra dường như có nhiều ảnh hưởng ở khu vực phía bắc của Sri Lanka, vốn có sự giao lưu đáng kể với các nhánh Phật giáo từ Ấn Độ. Chính điều này dẫn đến sự gia nhập Abhayagirivihâra của một nhóm nhà sư Vajjiputtaka (Bạt-kỳ-tử) đến từ Pallārāma (Ấn Độ). Từ đó, Abhayagirivihâra nằm dưới sự lãnh đạo của trưởng lão Dhammaruci (Pháp Hỷ), một nhà sư trong nhóm Vajjiputtaka. Vì vậy, nhóm Abhayagirivihâra còn được gọi là những người Dhammaruciya.
Do áp lực của Dhammaruciya, chùa Mahavihara bị vua cho phá hủy khiến tăng đoàn phải xây lại. Biến cố này cùng với nguy cơ thường trực bị quân Tamil xâm lược đã thúc đẩy các nhà sư chùa Mahavihara ghi lại kinh Phật trên lá bối bằng tiếng Pali. Từ đây, kinh Pali được truyền đi các xứ khác.
Theo như A.K. Warder, phái Hóa Địa bộ Ấn Độ cũng đã tự thành lập ở Sri Lanka cùng với phái Theravāda, và chúng được tiếp thụ sau này.
Tăng đoàn Dhammaruciya ở chùa Abhayagirivihâra giữ vị trí chủ đạo do được triều đình coi trọng hơn. Về sau họ ít nhiều tiếp thu các tư tưởng Đại thừa - điều này được sư Trung Quốc Huyền Trang ghi nhận.
Một số học giả cho rằng những người lãnh đạo của Sri Lanka đã bảo đảm rằng Theravāda vẫn giữ nguyên truyền thống, và điều này có đặc điểm tương phản với Phật giáo Ấn Độ. Tuy nhiên, trước thế kỷ XII, nhiều nhà lãnh đạo của Sri Lanka đã đem sự ủng hộ và bảo trợ cho những người Thượng tọa bộ ở Abhayagiri, và những du khách ví như Pháp Hiển thấy được phái Thượng tọa bộ Abhayagiri như đã trở thành truyền thống Phật giáo chính Sri Lanka.

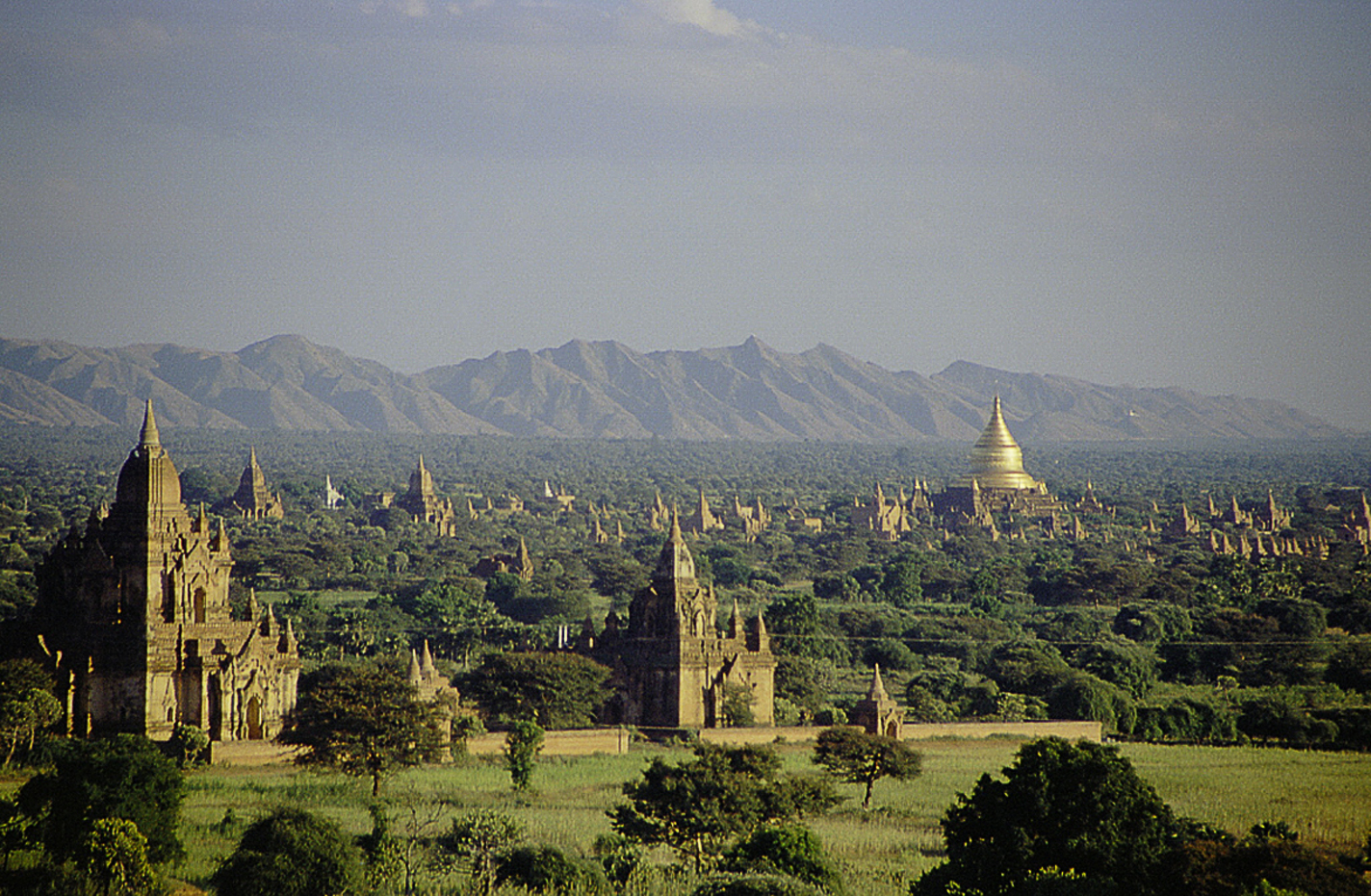
Tàn tích của Bagan, cố đô của Miến Điện. Hiện có hơn 2.000 ngôi chùa Phật giáo. Trong thời đỉnh cao quyền lực của Bagan có đến 13.000 ngôi chùa.

Khuynh hướng phái Abhayagiri chiếm ưu thế đã thay đổi ở thế kỷ XII, khi phái Mahavihara được sự hỗ trợ về chính trị của nhà vua Parakkamabāhu I (1153–1186), và hoàn toàn bãi bỏ các truyền thống Thượng tọa bộ của Abhayagiri và Kỳ Viên. Các nhà sư của hai phái còn lại sau đó bị buộc phải hoàn tục và định sẵn sự chọn lựa về điều hướng thành người thế tục vĩnh viễn, hoặc cố gắng để tái phối theo truyền thống phái Mahavihara như "Sa-di" (sāmaṇera).
Trường phái này đã sử dụng chính cái tên Theravāda dưới dạng văn bản ít nhất từ thế kỷ thứ IV, thuật ngữ này được xuất hiện trong Đảo sử (Dīpavaṁsa).
Qua nhiều thế kỷ, những tu sĩ Thượng tọa bộ ở Abhayagiri đã duy trì chặt chẽ mối quan hệ với những tín đồ Phật giáo Ấn Độ và thu nhận nhiều giáo lý mới mẻ từ Ấn Độ, bao gồm nhiều yếu tố của giáo lý Đại thừa, trong khi những tu sĩ Thượng tọa bộ dòng tịnh xá Kỳ Viên tiếp thu Đại thừa ở mức độ ít hơn.
Huyền Trang đã viết về hai sự phân chia của Thượng tọa bộ ở Sri Lanka, đề cập đến truyền thống của Abhayagiri là "Những người Thượng tọa bộ Đại Thừa", và truyền thống của phái Đại Tự là "Tiểu thừa Thượng tọa bộ". Huyền Trang còn tiếp tục viết rằng:
Những người phái Đại Tự (Mahāvihāravāsins) đã từ chối Phật giáo Đại Thừa và thực hành Tiểu Thừa, trong khi những người Abhayagiri đã học tập cả giáo lý của Đại Thừa và Tiểu Thừa cùng việc truyền bá Tam tạng.

Akira Hirakawa có những ghi chú rằng những chú luận Pāli còn được tồn tại (Aṭṭhakathā) của trường phái Mahāvihāra, khi đã có sự kiểm duyệt chặt chẽ, cũng bao gồm một số các vị trí có sự ăn khớp với giáo lý Đại Thừa. Kalupahana cũng ghi chú những tương tự về Thanh tịnh đạo (Visuddhimagga), là chú dẫn của Theravāda mang tính quan trọng nhất.
Trong thế kỷ thứ VIII, được biết rằng cả Đại thừa và phái Mật tông Kim cương thừa (Vajrayāna) - hình thức của đạo Phật đã được thực hành ở Sri Lanka, và hai nhà sư Ấn Độ có trách nhiệm truyền bá Phật giáo Bí Truyền tại Trung Quốc là Kim Cương Trí (Vajrabodhi) và Bất Không Kim Cương (Amoghavajra), đã từng đến thăm hòn đảo trong suốt thời gian này. Tịnh xá Abhayagiri có vẻ như là nơi trung tâm gộp những giáo lý của Thượng tọa bộ, Đại thừa và Kim Cương thừa.

### Truyền bá và ảnh hưởng tại Đông Nam Á

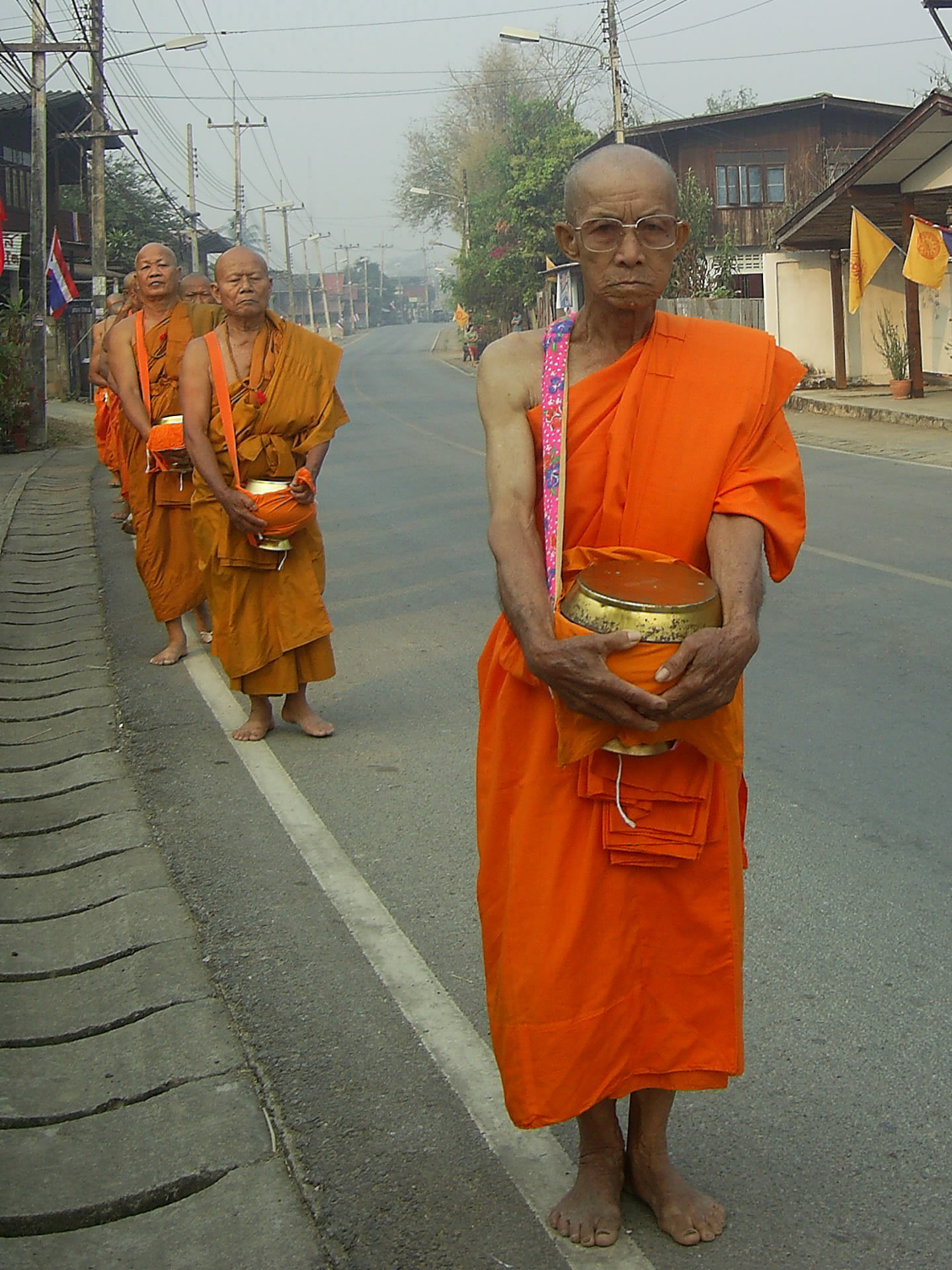
Tăng sĩ Phật giáo Nam tông tại Thái Lan đi khất thực

Thượng tọa bộ truyền đến Suvarnabhumi ở Đông Nam Á và phổ biến ở Thaton, quốc gia của người Môn ở miền Nam Myanmar ngày nay. Phật giáo của Thaton dùng kinh bằng tiếng Pali, nhưng hình thức thì có pha trộn với một số đường nét tiêu biểu của Phật giáo Đại thừa và Kim Cương thừa. Phật giáo từ Thaton đã lan truyền sang các xứ khác ở Đông Nam Á.
Thượng tọa bộ truyền đến xứ Suvarnabhumi của người Môn ở Đông Nam Á trước. Vua Anawrahta của triều Pagan ở Miến Điện sau khi thôn tính xứ của người Môn ở miền Nam nước này đã tiếp thu Thượng tọa bộ làm quốc giáo. Giữa Pagan và Sri Lanka có mối quan hệ mật thiết liên quan đến tôn giáo. Pagan gửi kinh và người đến giúp Sri Lanka khôi phục Phật giáo sau họa xâm lược và hủy diệt của Tamil. Còn Sri Lanka gửi tặng Pagan xá lị Phật, làm cho uy tín Thượng tọa bộ được nâng cao ở Pagan. Phật giáo ở Pagan vì vậy ngày càng chịu ảnh hưởng của Thượng tọa bộ từ Sri Lanka. Đến thế kỷ XIII, sư Capata thậm chí còn đề nghị phải loại bỏ các truyền thống tu hành của Phật giáo Thaton để hoàn toàn theo truyền thống của chùa Mahâvihâra ở Sri Lanka. Trong nỗ lực tái thiết đất nước sau khi quân Mông Cổ rút đi, các vua Miến Điện đã gửi các nhà sư sang Sri Lanka học tập. Sri Lanka lúc này đã lấy Thượng tọa bộ phái Mahâvihâra làm quốc giáo. Trở về nước, các nhà sư nói trên đã tiếp tục củng cố truyền thống Thượng tọa bộ Mahâvihâra ở Miến Điện. Myanmar trở thành trung tâm bảo tồn Thượng tọa bộ chủ yếu cùng với Sri Lanka.

## Danh sách các nước đa phần theo Thượng tọa bộ
| Rank | Quốc gia  | Dân số     | Số % tín đồ | Tổng số tín đồ | Tầm quan trọng |
| ---- | --------- | ---------- | ----------- | -------------- | -------------- |
| 1    | Thái Lan  | 66.720.153 | 94,6%       | 63.117.265     | 97%            |
| 2    | Miến Điện | 60.280.000 | 89%         | 53.649.200     | 96%            |
| 3    | Sri Lanka | 20.277.597 | 70,2%       | 14.222.844     | 100%           |
| 4    | Campuchia | 14.701.717 | 96,4%       | 14.172.455     | 95%            |
| 5    | Lào       | 6.477.211  | 67%         | 4.339.731      | 98%            |

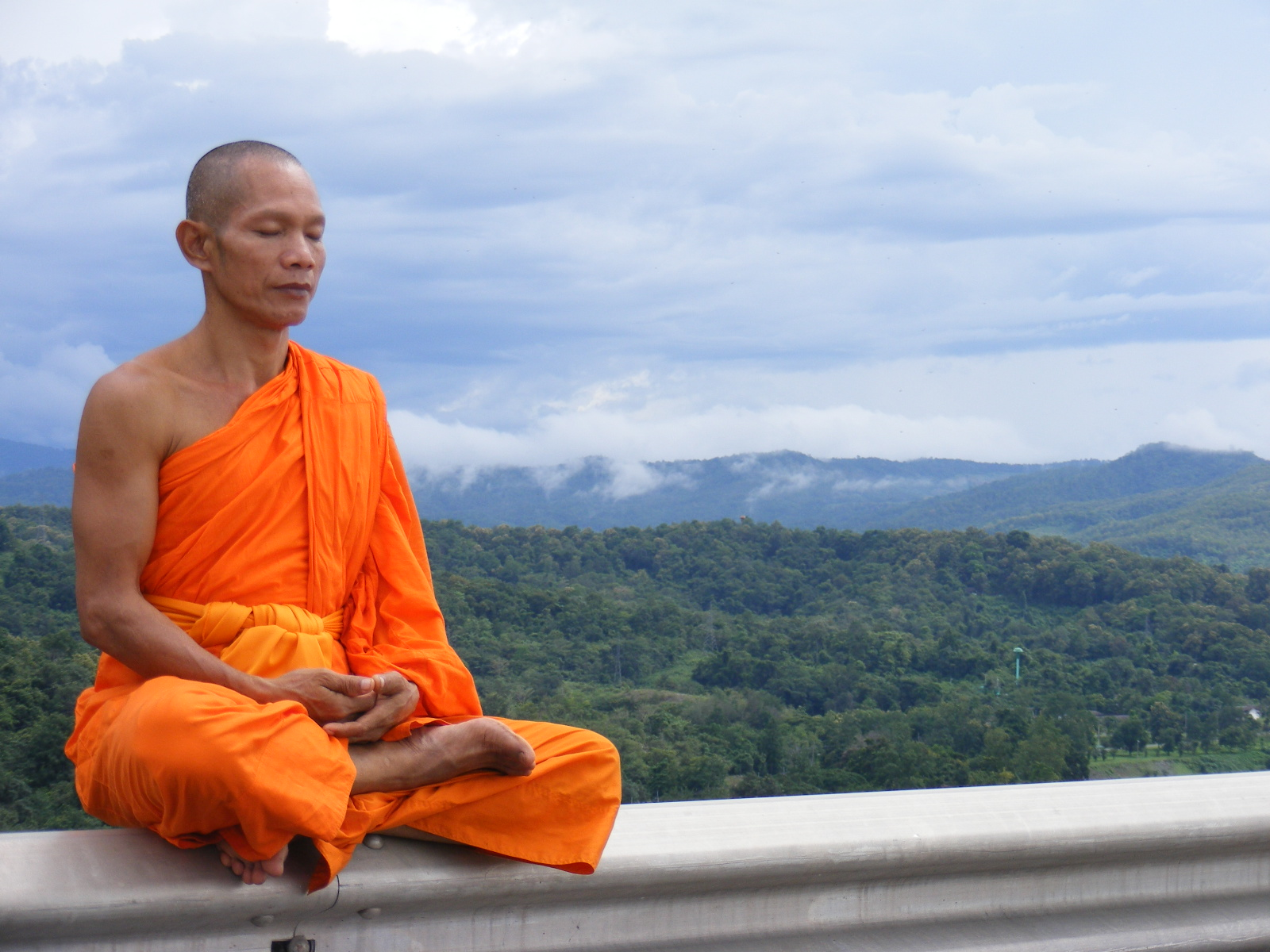
Một nhà sư Thái Lan thiền tịnh

Phật giáo Thượng tọa bộ được các quốc gia khác nhau và rất nhiều người trên thế giới đi theo, như là:
- Tại Nam Á:
  - Sri Lanka (có 70% dân số)
  - Bangladesh (có 0.7% dân số)
- Tại Đông Nam Á:
  - Campuchia (có 95% dân số)
  - Lào (có 67% dân số)
  - Myanmar (có 89% dân số)
  - Thái Lan (có 95% dân số)
- Tại những nơi khác ở châu Á:
  - Trung Quốc (chủ yếu là dân tộc người Shan và các sắc tộc Thái)
  - Việt Nam (bởi người Khmer (Việt Nam) và người Kinh Nam Bộ)
  - Malaysia (có 19.2% dân số)
  - Indonesia (có 0.72% dân số)
  - Singapore là nơi mà gần đây Thượng tọa bộ được phổ biến, hiện nay đã có tiếp đến 33.3% dân số.
- Tây phương nhánh Thượng tọa bộ cũng tăng phổ biến gần đây.

## Hình ảnh

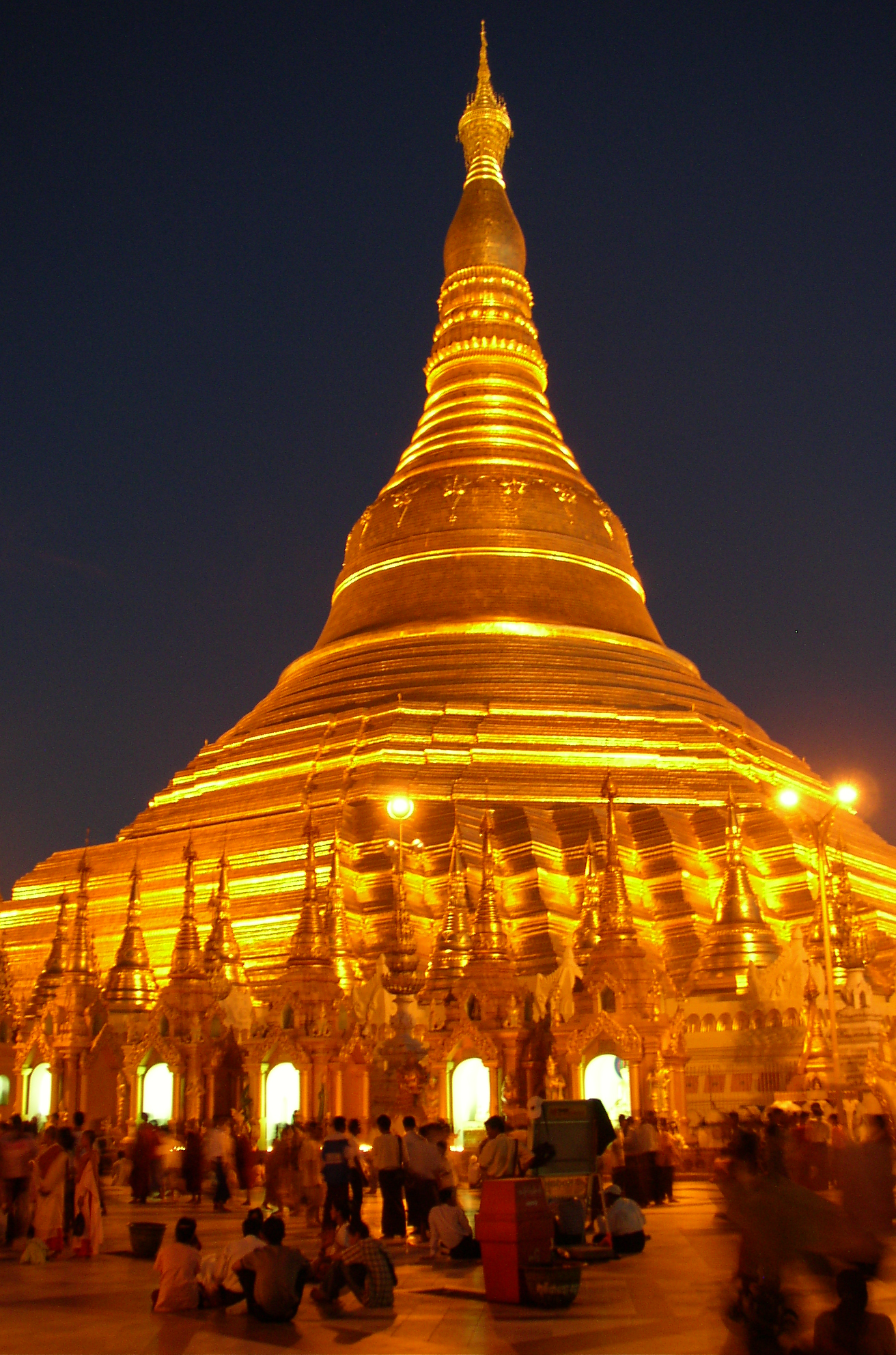
Chùa Shwedagon ở Yangon, là ngôi chùa thiêng liêng nhất ở Miến Điện.
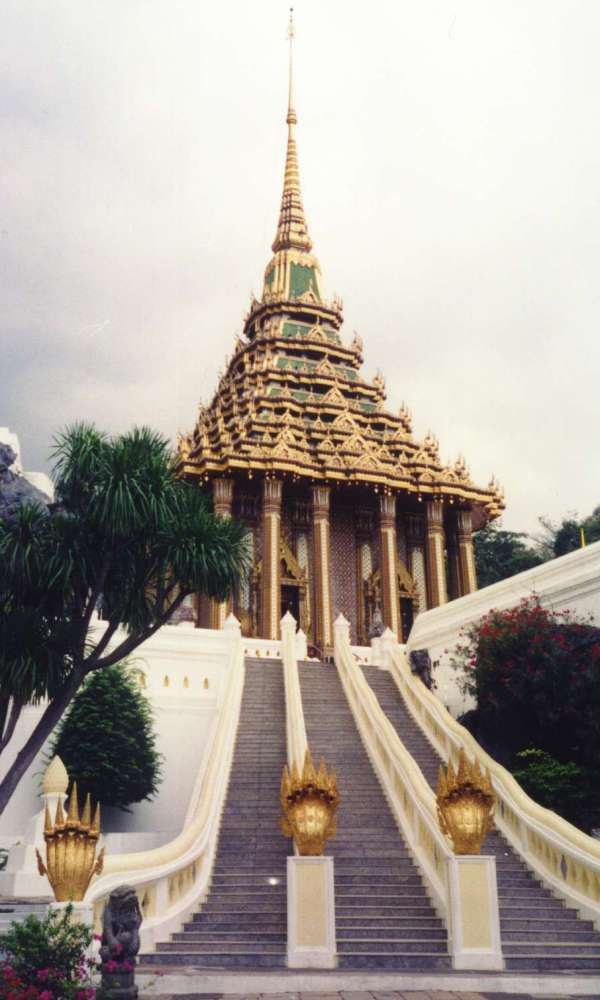
Wat Phra Buddha Baat, là ngôi đền quan trọng nhất ở trung tâm Thái Lan.
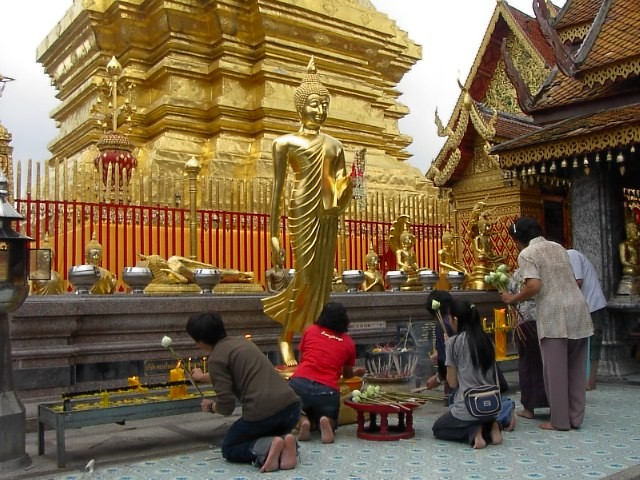
Các Phật tử ở chùa Wat Phrathat Doi Suthep, gần thành phố Chiang Mai, Thái Lan.
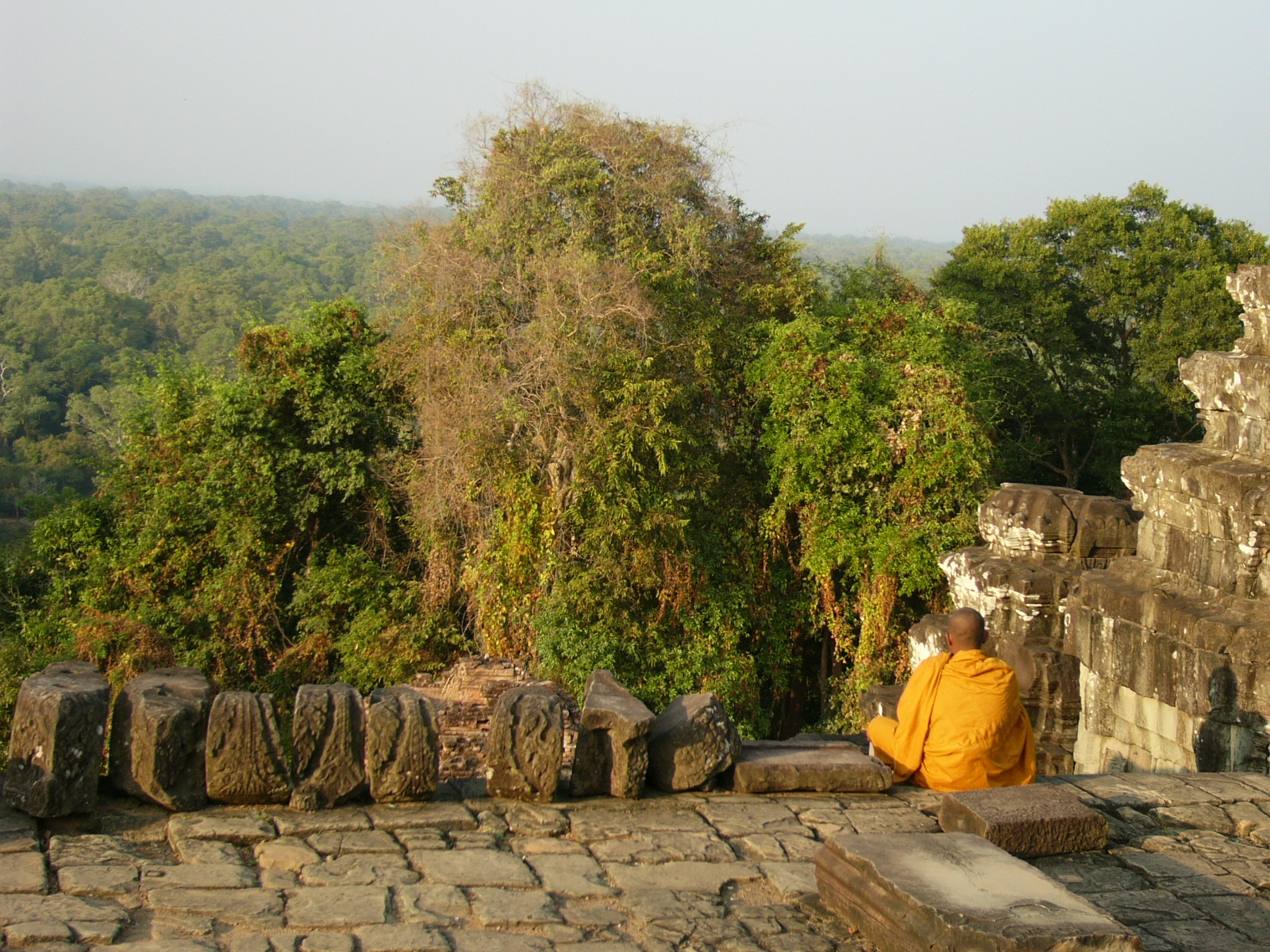
Nhà sư người Khmer đang hành thiền ở Phnom Bakheng tại Angkor, Campuchia.
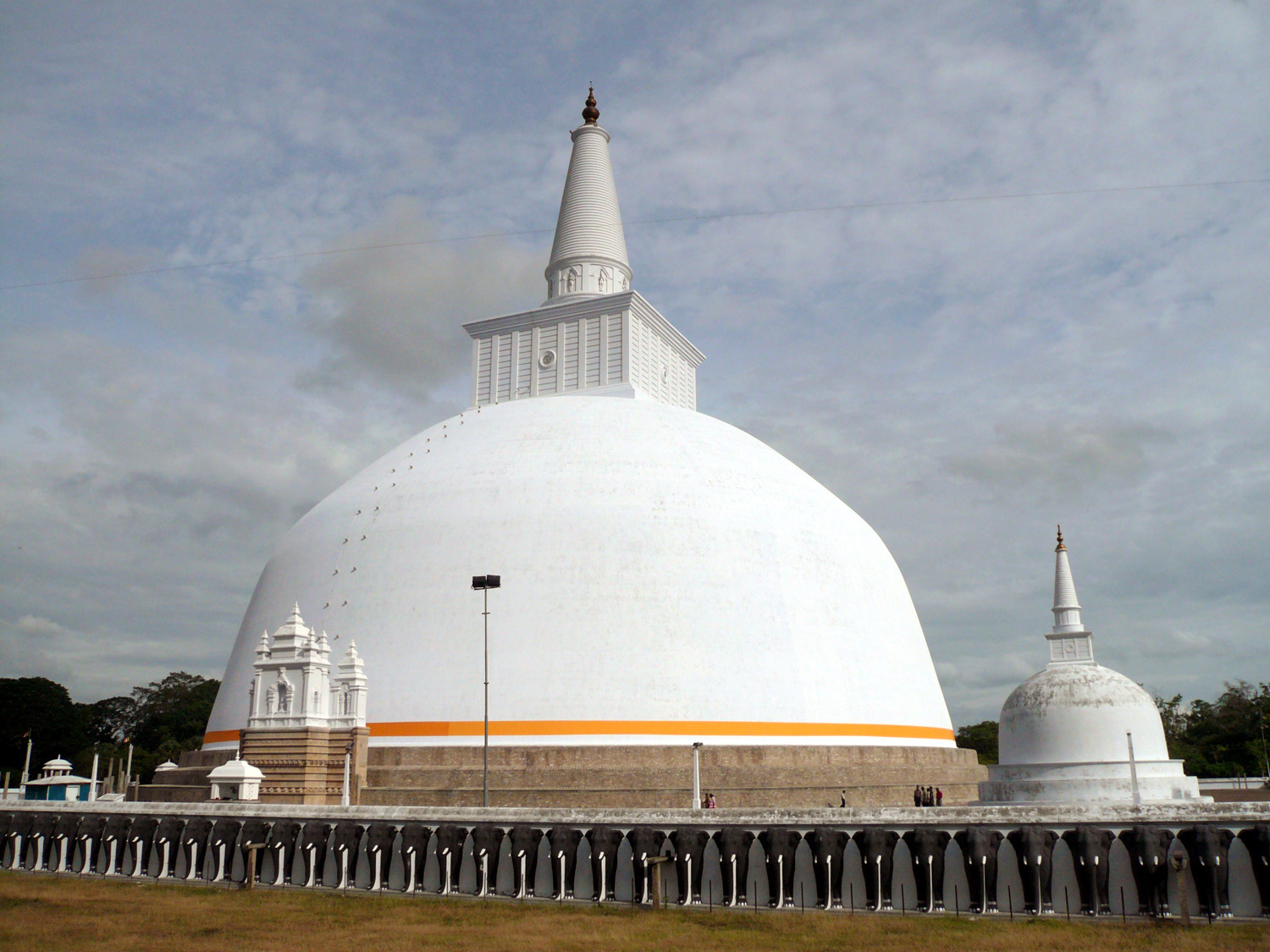
Ruwanwelisaya ở Anuradhapura, ngôi bảo tháp linh thiêng nhất ở Sri Lanka.
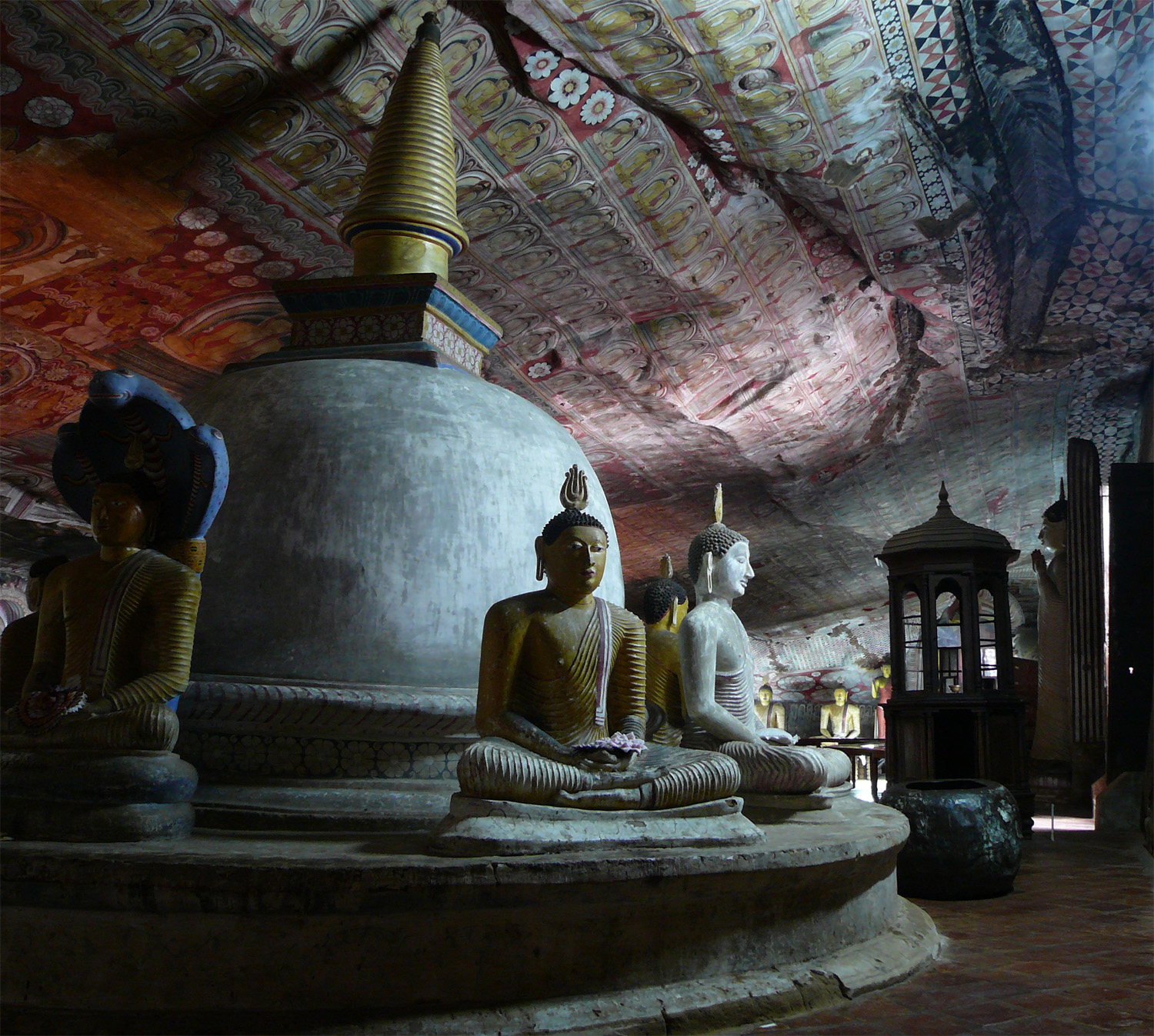
Đền thờ động Dambulla ở Sri Lanka, một trong những ngôi chùa Phật giáo cổ nhất.
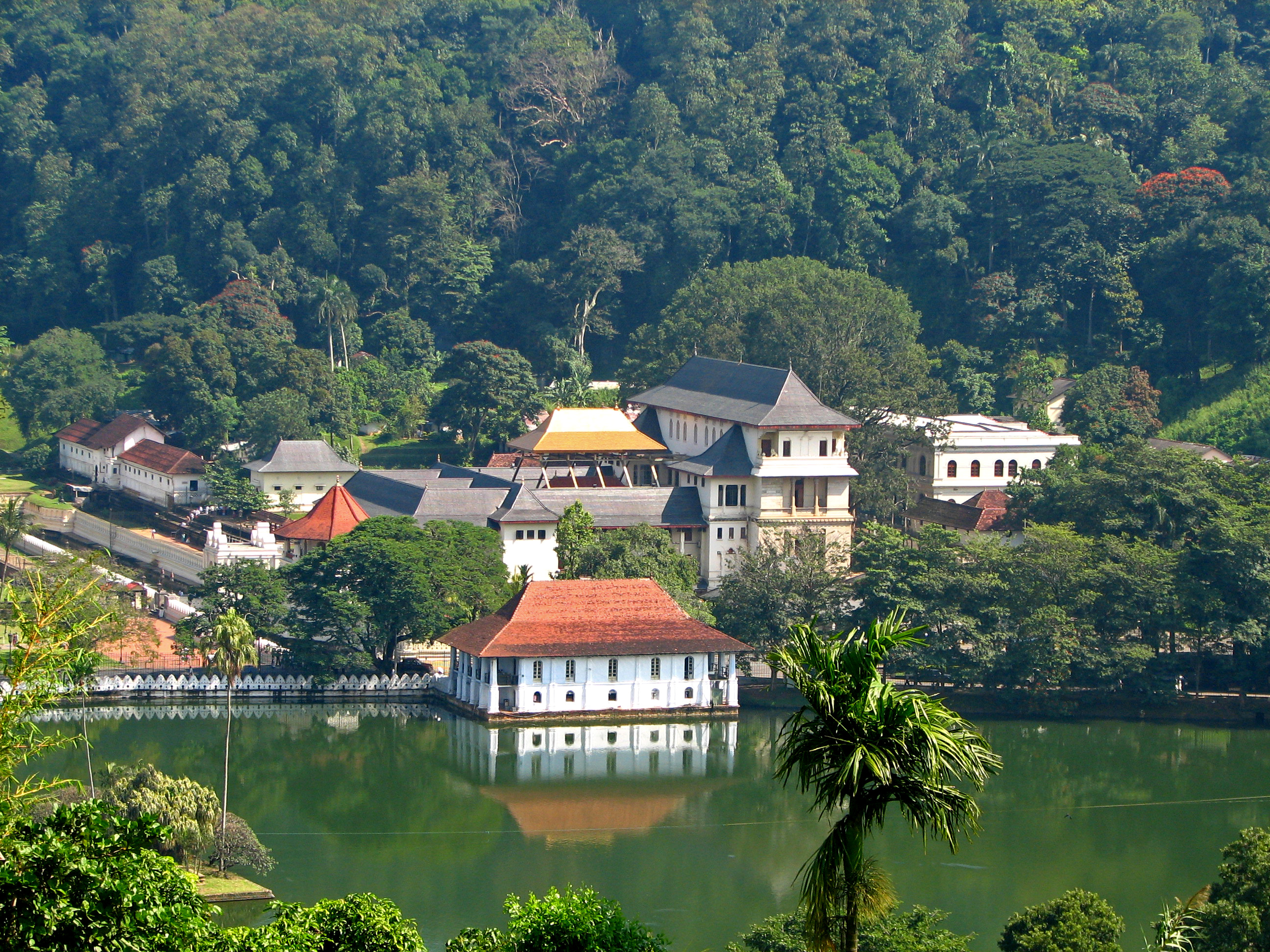
Chùa Phật Bộ ở Kandy, ngôi chùa quan trọng nhất của Sri Lanka.

### Các sách
1. ↑  Samuel Beal, "Si-Yu-Ki — Hồ sơ về đạo Phật của thế giới Tây Phương (Buddhist Records of the Western World) — Dịch ra từ trước tác của Huyền Trang năm 629", do Tuebner và Co xuất bản, Luân Đôn (1884), in tại Tổng công ty nhà sách Phương Đông, New Delhi, (1983), Phiên bản kỹ thuật số: Viện Phật học Trung Hoa, Đài Bắc.
2. ↑  Samuel Beal, "Cuộc đời của Huyền Trang: bởi Shaman Hwui Li. Cùng với lời giới thiệu gồm có thông tin về tác phẩm của Nghĩa Tịnh", được xuất bản bởi Tuebner và Co, Luân Đôn (1911), Phiên bản kỹ thuật số: Trường Đại học Michigan.
3. ↑  Hoàng Phong, Tìm hiểu Phật giáo Theravada - Ajahna Chah hỏi đáp.
4. ↑  Sherab Chodzin Kohn. Cuộc đời Đức Phật, trang 149-150. Shambhala Publications, 1993.
5. ↑  Keown 2003, tr. 279-280.
6. ↑  Morgan 2010, tr. 113.
7. ↑  Sujato, Bhante. "Why Devadatta Was No Saint". Bản gốc lưu trữ ngày 19 tháng 7 năm 2021. Truy cập ngày 4 tháng 10 năm 2021.
8. ↑  Skilton, Andrew. Lược sử của đạo Phật. 2004. tr. 49, 64.
9. ↑  Skilton 2004, tr. 66-67.
10. ↑  Ấn Thuận, Phật giáo Ấn Độ (印度之佛教), 1943. Chương 6.
11. ↑  Ấn Thuận, Lịch sử tư tưởng Phật giáo Ấn Độ (印度佛教思想史), 1988. Chương 2, tiết 2.
12. ↑  Warder 2000, tr. 264.
13. ↑  Berkwitz 2012, tr. 58.
14. ↑  Minh Chi, "Bàn thêm về chủ thuyết của các bộ phái, Phật học cơ bản - tập II.
15. ↑  Hirakawa Akira (dịch và biên tập bởi Paul Groner), Lịch sử Phật giáo Ấn Độ, Motilal Banarsidass Publishers, Delhi, 1993, trang 109.
16. ↑  Sujato 2012, tr. 133.
17. ↑  Cousins, LS (2001). On the Vibhajjavadins. The Mahimsasaka, Dhammaguttaka, Kassapiya and Tambapanniya branches of the ancient Theriyas, Buddhist Studies Review 18 (2), 131-182.
18. ↑  Dutt 1998, tr. 211.
19. ↑  Harvey 1995, tr. 86.
20. ↑  Thích Nhất Hạnh, Hai khuynh hướng lớn trong lịch sử tư tưởng Phật giáo.
21. ↑  Hoàng Phong, Lịch sử phát triển của Phật giáo Theravada.
22. ↑  Cheng, Chuan (tháng 5 năm 2012). "Designations of Ancient Sri Lankan Buddhism in the Chinese Tripiṭaka". Journal of the Oxford Centre for Buddhist Studies. Quyển 2. Oxford Centre for Buddhist Studies. tr. 104–123. ISSN 2047-1076.
23. ↑  赤沼智善『印度佛教固有名詞辭典』1967, 679頁; Renou, L'Inde classique, 1947『インド学大事典』1981, 466; B. C. Law, Geography of early Buddhism, 1973, 70頁
24. ↑  Ấn Thuận, Lịch sử tư tưởng Phật giáo Ấn Độ. Biên dịch: Thích Quảng Đại. Xuất bản 2020. Tr. 260.
25. ↑  Hoang Phong, Tìm hiểu Phật giáo Theravāda. Nhà xuất bản Hồng Đức, 2014
26. ↑  "Golden Temple of Dambulla - UNESCO World Heritage Centre". Whc.unesco.org. Truy cập ngày 17 tháng 8 năm 2012.
27. ↑  Mahavamsa, XXXVII.43-4.
28. ↑  Mahavamsa, XXXVII.78-83.
29. ↑  Mahavamsa, XXXIII.49.
30. ↑  Mahavamsa, XXXIII.76.
31. ↑  Mahavamsa, XXXIII.83.
32. ↑  Mahavamsa, XXXV. 20, 57, 119-22,  XXXVI. 7-14.
33. ↑  Mahavamsa, XXXVII.95ff.
34. 1 2  Warder, A.K. Indian Buddhism. 2000. p. 280.
35. 1 2 3 4  Hoàng Phong, sđd.
36. ↑  Randall Collins, Xã hội học của triết lí: Một lý thuyết toàn cầu về biến đổi trí tuệ. Harvard University Press, 2000, trang 187.
37. ↑  Hirakawa, Akira. Groner, Paul. Lịch sử Phật giáo Ấn Độ: Từ Đức Thích Ca Mâu Ni đến đầu thời phái Đại Thừa. 2007. tr. 125.
38. ↑  Sujato, Bhikkhu. Tông phái và chủ nghĩa bè phái: Nguồn gốc của các trường phái Phật giáo. 2006. tr. 59.
39. ↑  Hirakawa, Akira. Groner, Paul. Lịch sử Phật giáo Ấn Độ: Từ Đức Thích Ca Mâu Ni đến đầu thời phái Đại Thừa. 2007. tr. 126.
40. 1 2  Williams, Duncan. Queen, Christopher. Phật giáo Hoa Kỳ: các phương pháp và các khám phá trong sự bác học hiện nay. 1999. tr. 134.
41. ↑  Gombrich, Richard. Phật giáo Nguyên Thủy: Lịch sử xã hội từ Ba Tư Nặc cổ đại đến Colombo hiện đại. 1988. tr. 159.
42. ↑  Hirakawa, Akira. Groner, Paul. Lịch sử Phật giáo Ấn Độ: Từ Đức Thích Ca Mâu Ni đến đầu thời Đại Thừa. 2007. tr. 124.
43. ↑  Hirakawa, Akira; Groner, Paul. A History of Indian Buddhism: From Śākyamuni to Early Mahāyāna. 2007. p. 121.
44. ↑  Gombrich, Richard Francis. Phật giáo Nguyên Thủy: Lịch sử xã hội. 1988. tr. 158.
45. ↑  Baruah, Bibhuti. Các tông phái Phật giáo và Chủ nghĩa bè phái. 2008. tr. 53.
46. ↑  Hirakawa, Akira. Groner, Paul. Lịch sử Phật giáo Ấn Độ: Từ Đức Thích Ca Mâu Ni đến đầu thời Đại Thừa. 2007. tr. 121.
47. ↑  Hirakawa, Akira. Groner, Paul. Lịch sử Phật giáo Ấn Độ: Từ Đức Thích Ca Mâu Ni đến đầu thời Đại Thừa. 2007. tr. 257.
48. ↑  Kalupahana 1994, tr. 206-208.
49. ↑  Hirakawa, Akira. Groner, Paul. Lịch sử Phật giáo Ấn Độ: Từ Đức Thích Ca Mâu Ni đến đầu thời Đại Thừa. 2007. tr. 125-126.
50. ↑  "Phật giáo Bí Truyền ở Đông Nam Á theo Ánh Sáng Uyên Triết gần đây" bởi Hiram Woodward. Tạp chí nghiên cứu Đông Nam Á, Vol. 35, No. 2 (Jun., 2004), tr. 341
51. ↑  "Bản sao đã lưu trữ" (PDF). Bản gốc (PDF) lưu trữ ngày 16 tháng 7 năm 2011. Truy cập ngày 16 tháng 8 năm 2014.
52. ↑  "CIA - The World Factbook". Cia.gov. Bản gốc lưu trữ ngày 29 tháng 12 năm 2010. Truy cập ngày 17 tháng 8 năm 2012.
53. 1 2 3 4 5  GALLUP WorldView - data accessed on ngày 7 tháng 9 năm 2012.
54. ↑  Truy cập ngày 8 tháng 7 năm 2010.[liên kết hỏng]
55. ↑  "CIA - The World Factbook". Cia.gov. Bản gốc lưu trữ ngày 6 tháng 10 năm 2010. Truy cập ngày 17 tháng 8 năm 2012.
56. 1 2  "CIA - The World Factbook". Cia.gov. Bản gốc lưu trữ ngày 29 tháng 12 năm 2010. Truy cập ngày 17 tháng 8 năm 2012.
57. 1 2  "CIA - The World Factbook". Cia.gov. Bản gốc lưu trữ ngày 29 tháng 12 năm 2010. Truy cập ngày 17 tháng 8 năm 2012.

### Các trang web
1. ↑  Adherants.com Lưu trữ ngày 30 tháng 6 năm 2017 tại Wayback Machine - See the citations under 'Theravāda Buddhism — World'.
2. ↑  Bullitt, John. "What is Theravāda Buddhism?". BuddhaNet. Bản gốc lưu trữ ngày 10 tháng 8 năm 2012. Truy cập ngày 15 tháng 8 năm 2010.
3. ↑  "Plan your trip to Bagan (Pagan), Myanmar". AsiaExplorers. ngày 25 tháng 11 năm 2003. Truy cập ngày 17 tháng 8 năm 2012.